# Herbert Frey Nymeth
Herbert Frey Nymeth (Viena, Austria en 1949-Ciudad de México, 25 de octubre de 2022) es un filósofo, historiador e investigador mexicano de origen austriaco.
Miembro del Sistema Nacional de Investigadores (Nivel III), cuya obra se ha centrado en el estudio de la sociedad y la cultura. Su prolífica producción académica abarca temas como la Filosofía e Historia de Occidente, Historia de las Religiones y diversas cuestiones de Filosofía política. Es uno de los más reconocidos especialistas en la obra de Nietzsche en América Latina.

## Biografía
Cursó la carrera de filosofía, psicología y antropología en la Universidad de Viena (1968-1975), el título de su tesis doctoral fue: La génesis del nihilismo en Friedrich Nietzsche, paralelamente estudió la carrera de ingeniería en agronomía en la Universidad de Agronomía de Viena (1967-1973).
En México, el doctor Frey ha sido profesor de tiempo completo en la ENAH (1980-1986); investigador de la DEH del INAH (1986-1982). A partir de 1992 es investigador de tiempo completo en el Instituto de Investigaciones Sociales de la UNAM. En 1998, sustentó la Habilitación (Doctorado de Estado) en Ciencias Políticas por la Universidad de Hannover con la Venia Legendi: Relaciones interculturales Europa-América Latina, recibiendo el título de Privatdozent.
El 22 de septiembre de 2016 fue galardonado con la Cruz pro Litteris et Artibus de Primera Clase de la República de Austria.

## Obras
- 1988, La feudalidad europea y el régimen señorial español, México, INAH.
- 1995, La arqueología negada del Nuevo Mundo, México, CONACULTA .
- 2000, Die Entdeckung Amerikas und die Entstehung der Moderne, Alemania, Peter Lang
- 2005, Nietzsche, Eros y Occidente: La crítica nietzscheana a la tradición occidental, México, Miguel Ángel Porrúa.
- 2002, El otro en la mirada: Europa frente al mundo Américo-indígena, México, Miguel Ángel Porrúa.
- 2007, La sabiduría de Nietzsche. Hacia un nuevo arte de vivir, México, Miguel Ángel Porrúa.
- 2013, En el nombre de Diónysos, Nietzsche el nihilista antinihilista, México, siglo XXI Editores.
- 2015, El otro Nietzsche. La recepción de Nietzsche en el mundo europeo y anglosajón a partir de los años 70, CONACULTA.
- 2021. Nietzsche la memoria la historia. Ensayos en torno a Nietzsche, México, Miguel Ángel Porrúa.

## Libros coordinados
- 1997, La muerte de Dios y el fin de la metafísica, UNAM.